# کنت هیگینز
کنت هیگینز (انگلیسی: Kenneth Higgins؛ ۲۶ دسامبر ۱۹۱۹ – ۲۲ ژانویهٔ ۲۰۰۸) یک فیلم‌بردار اهل بریتانیا بود.
وی فیلمبردار فیلم‌هایی همچون ژولیوس سزار، نمک و فلفل، جورجی دختر و عزیز بوده است.